# Information brokering
L'information brokering è un servizio di intermediazione che comprende il recupero, l'interpretazione e l'organizzazione di informazioni e di documenti, rivolto ad aziende o a privati.
I settori in cui questa attività è maggiormente richiesta sono la ricerca di mercato e la ricerca sui brevetti.
L'information broker o data broker è l'intermediario tra le fonti di informazione, che oggi risiedono principalmente sulla rete Internet (in particolare le banche dati online), e i clienti che vi sono interessati. Il suo lavoro si svolge prevalentemente su commissione.

## Origine
L'infobrokering nacque negli anni 1950 negli Stati Uniti.
Inizialmente venne visto come la possibilità di separare la funzione libraria-archivistica dall'edificio, la biblioteca, in cui tradizionalmente si svolgeva. I primi professionisti che esercitarono funzioni di IB furono infatti dei bibliotecari, che decisero di uscire dai confini della loro biblioteca per eseguire ricerche bibliografiche a pagamento come freelance.

Tra i pionieri della professione sono citate Darlene Waterstreet di Milwaukee, Susan Klement e Alice Sizer e Kelly Warnken.
Nel 1976 Susan Klement creò quello che è considerato il primo manuale per specialisti dell'informazione. S'intitolava "Bozza di un corso per mansioni bibliotecarie alternative"
(Draft Proposal for a Graduate Course on Alternatives in Librarianship) e venne pubblicato sul Canadian Library Journal nel fascicolo di aprile del 1977.
Sempre nel 1977 Kelly Warnken pubblicò il primo archivio di informazioni a pagamento, che da allora continua a essere pubblicato e si è esteso ai fatti che accadono in tutto il mondo.
Si può però considerare il 1987 (anno di nascita della prima associazione professionale di infobroker, l'Association of Independent Information Professionals, AIIP) come anno rappresentativo della fase più significativa della storia di questa professione. Risalgono a questo periodo, infatti, la nascita dei grandi host e la costruzione dei primi database bibliografici remoti, caratterizzati da costi e complessità tali da essere inaccessibili agli utenti finali e a volte perfino alle stesse biblioteche.
Nella seconda metà degli anni novanta l'esplosione del fenomeno Internet ha profondamente modificato la rilevanza e il ruolo di questa figura professionale, determinando un certo ridimensionamento delle prospettive che sembravano aprirsi tra la fine degli anni ottanta e gli inizi degli anni novanta.

## La professione oggi
Il cuore dell'attività di infobrokering consiste nell'esame delle informazioni richieste dal cliente (selezione, analisi e valutazione), in particolare nel comprendere i processi che richiedono tali informazioni.
L'information broker organizza i dati secondo la richiesta, li confeziona in un abstract, una scheda, una relazione, una raccolta di link, e li fornisce al committente. Nel più breve tempo possibile, il materiale è reso fruibile anche a un non specialista.
Le funzioni dell'information broker possono essere così riassunte:
- Comprensione e accettazione delle richieste del committente
- Pianificazione della strategia di ricerca
- Attuazione della ricerca
- Presentazione dei risultati
- Costante aggiornamento su metodi e strumenti.

Le ditte di grandi dimensioni possiedono al proprio interno un reparto apposito per la ricerca di documentazione. Invece le aziende di medie dimensioni, come le case editrici, le agenzie pubblicitarie, ecc. possono usufruire dei servizi di infobroker indipendenti in outsourcing. 
Nel mercato anglosassone molti infobroker si sono organizzati in veri e propri studi professionali.
Nel mercato dell'informazione, la “merce” più richiesta è quella economica e finanziaria. La specializzazione tecnica degli infobroker si è resa ormai imprescindibile (es. industria chimica, industria dei brevetti).

D'altra parte l'informazione che si può trovare liberamente in rete è ormai disponibile a tutti, grazie ai motori di ricerca che utilizzano algoritmi sempre più potenti. In questo contesto, gli information broker possono conservare un vantaggio concorrenziale se aggiungono alle informazioni recuperate altri servizi, di elevato valore aggiunto (es. consulenza di mercato, corsi di formazione, controllo dei contenuti, ecc.).

### Uso delle banche dati online
Le banche dati utilizzate dagli information broker possono essere distinte, in base al contenuto, in quattro tipologie:
1. Banche dati di informazione primaria:Contengono il testo integrale o le parti fondamentali di documenti originali come ad es. articoli di riviste, di quotidiani, testi di leggi, copie di brevetti, ecc.
2. Banche dati di informazione secondaria: Contengono indicazioni bibliografiche, generalmente corredate di sommari, relative a vari tipi di pubblicazioni originali
3. Directory online: Contengono elenchi di imprese o altri operatori economici
4. Banche dati numeriche: Contengono dati numerici e tabelle corredati di indicazioni volte a facilitarne l'accesso e la manipolazione

Dal punto di vista del copyright, l'information broker è esclusivamente un mediatore, un veicolo per la richiesta dell'utente e in nessun caso può assumersi alcuna responsabilità nei confronti del diritto di copia.